# ORSYP
Ne doit pas être confondu avec Orsys.
ORSYP était une entreprise de services du numérique proposant des solutions logicielles de gestion des opérations informatiques et des offres de conseil en IT.

## Historique
ORSYP (acronyme pour Organisation, Systèmes, Productivité) est créée en 1986 par Jean-Jacques Parinet, et se développe autour de deux axes : l'édition de logiciels et le conseil en IT.
La société devient le leader français de l'automatisation de la production informatique avec les solutions logicielles d'ordonnancement Dollar Universe, et UniJob et les activités liées de formation et de services, tout en élargissant son offre de conseil et de formation au management du SI (ITIL, DevOps, Lean IT...), et en s'ouvrant à l'international.
Son siège social est basé à Paris (La Défense), et elle possède ses principaux bureaux au Canada, aux États-Unis, au Royaume-Uni, en Italie, Espagne, au Benelux ainsi qu'à Singapour et Hong Kong.
Le Groupe est présent dans 12 pays et possède plus de 1 500 clients dans le monde.
En 2009, l'entreprise rachète Sysload, éditeur d'un outil de gestion de la performance et de la capacité, permettant aux entreprises de veiller et de remédier aux incidents en temps réel.
En 2012, ORSYP rachète Streamcore, qui propose une solution d'optimisation de la performance réseau WAN garantissant une délivrance des applications dans le Cloud.
En juin 2014, le groupe ORSYP est racheté par la société autrichienne concurrente Automic (de) et devient Automic Software en novembre 2014. Automic est rachetée à son tour par CA Technologies début 2017, le groupe américain étant lui-même racheté par Broadcom en 2018.